# 兴桥镇 (射阳县)
兴桥镇，是中华人民共和国江苏省盐城市射阳县下辖的一个乡镇级行政单位。

## 行政区划
兴桥镇下辖以下地区：
兴桥社区、红星社区、幸福社区、万隆社区、津富社区、诚民社区、安南社区、日新社区、安东村、跃中村、西移村、南庄村、友好村、青华村和新庄村。